# Mladen Dolar
Mladen Dolar (* 29. Januar 1951 in Maribor, Jugoslawien) ist ein slowenischer Philosoph und Psychoanalytiker.

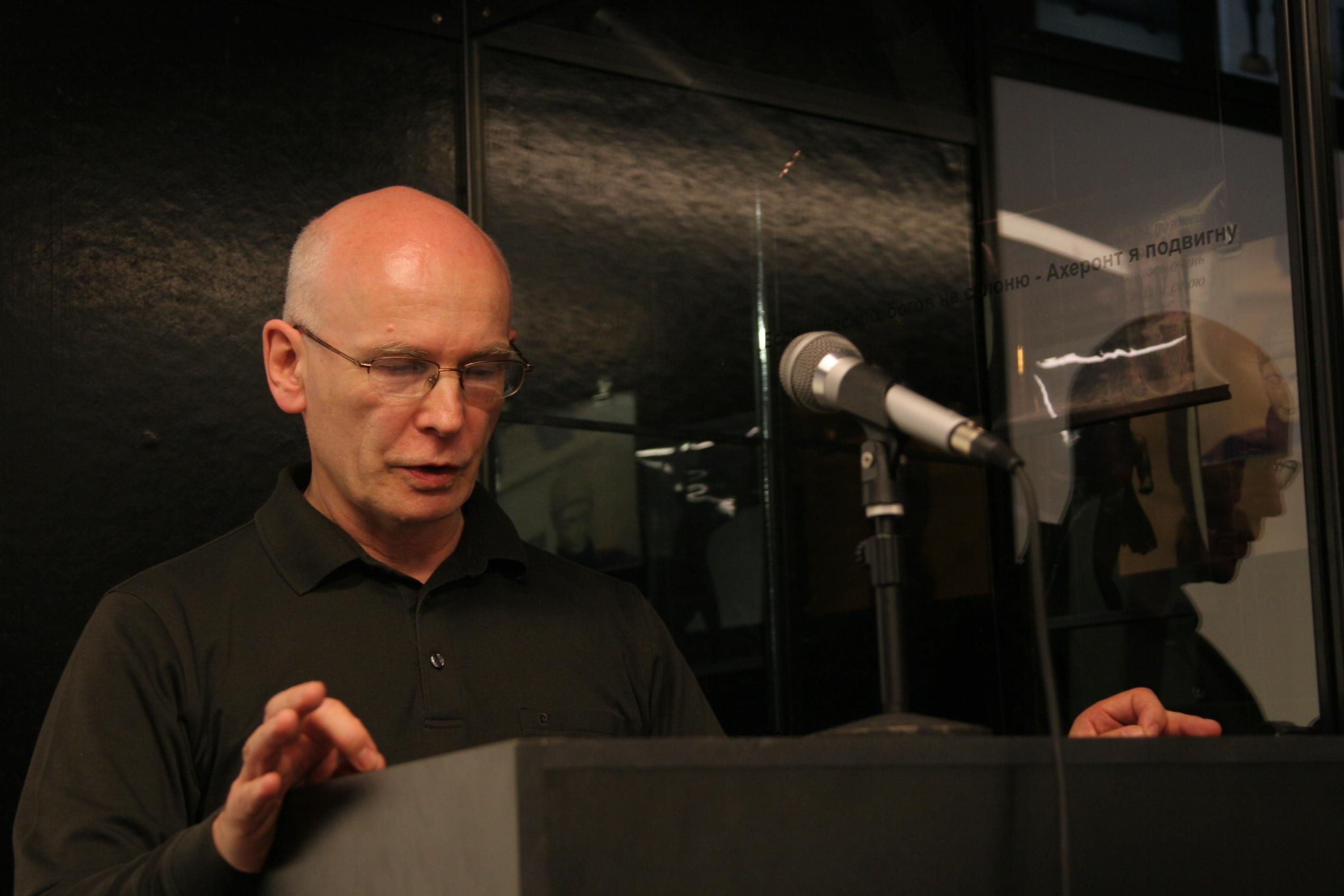
Mladen Dolar

## Leben und Werk
Dolar studierte Philosophie und Französisch an der Philosophischen Fakultät der Universität Ljubljana und schloss das Studium 1978 mit Diplom ab. Nach Studienaufhalten in Paris und London promovierte er 1992 an seiner Alma Mater mit einer Arbeit zur Hegels Phänomenologie des Geistes. Er begann 1980, am Institut für Philosophie der Philosophischen Fakultät der Universität Ljubljana zu arbeiten. 1984 wurde er Assistenzprofessor, 1992 Dozent für klassische deutsche Philosophie und 1996 Assoziierter Professor für Philosophie und theoretische Psychoanalyse. 2002 trat er am selben Institut seine heutige Stelle als ordentlicher Professor und wissenschaftlicher Mitarbeiter an. Seit 2013 ist er Gastprofessor an der University of Chicago, seit 2015 Professor an der European Graduate School in Saas-Fee.
Gemeinsam mit Slavoj Žižek und Rasto Močnik gründete er die sog. Psychoanalytische Schule von Ljubljana, die es sich zur Aufgabe gemacht hat, Deutschen Idealismus, Marxismus, Lacans psychoanalytische Theorien und Strukturalismus bei der Analyse von zeitgenössischen Themen zu kombinieren. Ebenso gehört er zu den Gründern der Gesellschaft für theoretische Psychoanalyse und der Gesellschaft für Kulturwissenschaften in Ljubljana. Er ist Redaktionsmitglied der Zeitschrift Problemi und der Buchreihe Analecta.
Er ist Autor zahlreicher Monographien und Artikel. Seine Forschungsschwerpunkte sind klassische deutsche Philosophie, Psychoanalyse, moderne französische Philosophie und Kunsttheorie.

## Publikationen (Auswahl)

### In deutscher Sprache
- Ein Triumph des Blicks über das Auge. Psychoanalyse bei Alfred Hitchcock. Mit Miran Božovič, Renata Salecl u. a. Hrsg. Slavoj Žižek. Übersetzt von Isolde Charim u. a. Wien: Turia & Kant, 1992.
- Kant und das Unbewusste. Mit anderen. Wien: Turia & Kant, 1994.
- Wenn die Musik der Liebe Nahrung ist ... Mozart und die Philosophie in der Oper. Aus dem Slovenischen von Alfred Leskovec. Wien: Turia & Kant, 2001.
- mit Slavoj Žižek, Renata Salecl u. a.: Was Sie immer schon über Lacan wissen wollten und Hitchcock nie zu fragen wagten. Frankfurt am Main: Suhrkamp, 2002.
- His master's voice. Eine Theorie der Stimme. Aus dem Englischen von Michael Adrian und Bettina Engels. Frankfurt am Main: Suhrkamp, 2007.
- Den Schleier lüften. Drei Aufsätze zur theoretischen Psychoanalyse. Aus dem Englischen von Anne-Sophie Adloff. Berlin: Turia + Kant, 2023.
- Phrenologie des Geistes. Fünf Aufsätze zur Philosophie Hegels. Aus dem Englischen von Jan Philipp Weise. Frankfurt am Main: Neue Deutsch-Französische Jahrbücher, 2023.
- Vor dem Gericht der Gerüchte. Redaktion: Matthias Göritz und Urban Šrimpf. Frankfurt am Main: A. Dielmann, 2023.